# 尤宁县 (阿肯色州)
尤寧縣（英語：Union County）是美国阿肯色州南部的一個縣，南鄰路易斯安那州，面積2,733平方公里，是全州面積最大的縣。根據2020年美國人口普查，共有人口39,054人。縣治埃爾多拉多（El Dorado）。該縣成立於1829年11月2日，縣名「Union」（意為“聯合”）是指當年鎮民在立縣請願時，所追求的「團結與聯合」精神。
它與1920年代阿肯色州發現石油的歷史密切相關。